# Les Voisins
Pour les articles homonymes, voir Les Voisins (homonymie).
Les Voisins (Neighbours) est un soap opera australien créé par Reg Watson. Il est diffusé du 18 mars au 15 octobre 1985 sur le réseau Seven Network, de mars 1986 à décembre 2010 sur Network Ten et entre le 11 janvier 2011 au 28 juillet 2022 sur Eleven, la chaîne numérique de Network Ten, renommée 10 Peach en 2018.
En France, le feuilleton a été diffusé à partir du 21 août 1989 sur Antenne 2, en version doublée.
Plusieurs célébrités australiennes ont joué dans cette série au début de leur carrière, comme Margot Robbie, Jason Donovan, Kylie Minogue, Eliza Taylor, Bob Morley, Adelaide Kane, Guy Pearce ou les frères Luke et Liam Hemsworth.
Le 3 mars 2022, on apprend que la série s'arrêtera en août 2022, faute de diffuseur. Elle est récupérée en novembre 2022 par Amazon Freevee (en).

## Distribution

### Réguliers
| Acteur                 | Personnage           | Année                             |
| ---------------------- | -------------------- | --------------------------------- |
| Stefan Dennis          | Paul Robinson        | 1985-1992, 1993, 2004-            |
| Guy Pearce             | Mike Young           | 1986-1989, 2022-                  |
| Annie Jones            | Jane Harris          | 1986-1989, 2005, 2018-            |
| Lucinda Cowden         | Melanie Pearson      | 1987-1991, 2005, 2021-            |
| Jessica Muschamp       | Sharon Davies        | 1988-1990, 2022-                  |
| Alan Fletcher          | Karl Kennedy         | 1994-                             |
| Jackie Woodburne       | Susan Kennedy        | 1994-                             |
| Ryan Moloney           | Toadie Rebecchi      | 1995-                             |
| Jacinta Stapleton      | Amy Greenwood        | 1997-2000, 2005, 2020-2022        |
| Jodi Gordon            | Elly Conway          | 2001-2002, 2016-2020, 2022-       |
| Lucinda Armstrong Hall | Holly Hoyland        | 2007, 2013-2014, 2017-2018, 2023- |
| Scarlett Anderson      | Nell Rebecchi        | 2013-                             |
| Rebekah Elmaloglou     | Terese Willis        | 2013-                             |
| Matt Wilson            | Aaron Brennan        | 2015-                             |
| Takaya Honda           | David Tanaka         | 2016-                             |
| Tim Kano               | Leo Tanaka           | 2016-                             |
| April Rose Pengilly    | Chloe Brennan        | 2018-                             |
| John Turner            | Hugo Somers          | 2018-                             |
| Lloyd Will             | Andrew Rodwell       | 2019-                             |
| Georgie Stone          | Mackenzie Hargreaves | 2019-                             |
| Charlotte Chimes       | Nicolette Stone      | 2020-                             |
| Juliet Basaraba        | Abigail Tanaka       | 2021-                             |
| Hana Abe-Tucker        | Isla Tanaka-Brennan  | 2021-                             |
| Candice Leask          | Wendy Rodwell        | 2021-                             |
| Emerald Chan           | Sadie Rodwell        | 2022-                             |
| Henrietta Graham       | Sam Young            | 2022-                             |
| Xavier Molyneux        | Byron Stone          | 2022-                             |
| Naomi Rukavina         | Remi Varga-Murphy    | 2023-                             |
| Sara West              | Cara Varga-Murphy    | 2023-                             |
| Riley Bryant           | JJ Varga-Murphy      | 2023-                             |
| Marley Williams        | Dex Varga-Murphy     | 2023-                             |
| Shiv Palekar           | Haz Dekhar           | 2023-                             |
| Majella Davis          | Krista Sinclair      | 2023-                             |

### Récurrents
| Acteur         | Personnage       | Année                             |
| -------------- | ---------------- | --------------------------------- |
| Kate Gorman    | Sue Parker       | 1986-1987, 2014-2015, 2018, 2023- |
| Lachlan Millar | Richie Amblin    | 2019-2021, 2023-                  |
| Nikolai Egel   | Marty Muggleton  | 2019-2020, 2023-                  |
| Enzo Nazario   | Tom Nguyen       | 2020, 2023-                       |
| Nathan Borg    | Curtis Perkins   | 2021-                             |
| Farah Mak      | Katrina Marshall | 2022-                             |
| Bodie          | Trevor           | 2023-                             |
| Costa d'Angelo | Eden Shaw        | 2023-                             |

### Acteurs connus qui ont joué dans la série
- Kylie Minogue (VFB : Sandrine Versele) : Charlene Mitchell (1986-1988)
- Guy Pearce : Mike Young (1986-1989)
- Jason Donovan (VFB : Jean-Pierre Denuit) : Scott Robinson (1986-1989)
- Luke Hemsworth : Nathan Tyson/ John Carter (2001/2022-2008)
- Chris Hemsworth : Jamie Kane (2002)
- Eliza Taylor-Cotter : Janae Timmins (2003-2008)
- Dichen Lachman : Katya Kinski (2005-2007)
- Pippa Black : Elle Robinson (2005-2009)
- Matthew Werkmeister : Zeke Kinski (2005-2011)
- Liam Hemsworth : Josh Taylor (2007-2008)
- Margot Robbie : Donna Freedman (2008-2011)
- Bella Heathcote : Amanda Fowler (8 épisodes, 2009)
- Jane Badler : Diana Marshall (2010)
- Bob Morley : Aidan Foster (2011-2012)
- Marzena Godecki
- Lauren Hewett
- Alex Pinder
- Jai Waetford : Angus (2016)